# Чеснатт, Чарлз
Чарлз Че́снатт (англ. Charles Waddell Chesnutt; 20 июня 1858, Кливленд, Огайо — 15 ноября 1932, там же) — американский писатель, публицист, политический и общественный деятель, известный своими романами и рассказами о расовых и социальных взаимоотношениях на Юге США в период Реконструкции. Считается первым писателем США, писавшим художественные произведения, посвящённые описанию жизни и быта чернокожего населения. По расовому происхождению был октороном (негр на 1/8: один из родителей — мулат).
Родился в семье свободных мулатов; его дед был белым рабовладельцем, однако сам Чеснатт юридически считался чернокожим из-за так называемого «закона об одной капли крови». Детство провёл в северокаролинском городе Фэйетвилле, откуда его семья бежала в Кливленд после начала Гражданской войны и куда вернулась, когда ему было девять лет; его отец открыл продуктовый магазин, однако семья жила в большой бедности.
В Кливленде Чеснатт получил среднее образование в школе Ховарда, одной из первых школ для цветных, и после начал преподавать в колледже для цветных, в 1877 году став в нём заместителем директора, а в 1880 году — директором, но в 1883 году был вынужден из-за преследований чернокожих и цветных на Юге вернуться вместе с семьёй в Кливленд, где работал сначала стенографистом, а затем открыл стенографическую фирму; одновременно он изучал право, в 1887 году сдал экзамен на адвоката и после этого занялся адвокатской практикой. С 1901 года активно занимался общественной деятельностью, в 1910 году вошёл в состав руководства Национальной ассоциации содействия прогрессу цветного населения.
Написанием художественных произведений занимался в свободное от работы время. Его первый рассказ, «The Goophered Grapevine», был напечатан в 1887 году в журнале The Atlantic Monthly. Первый сборник его рассказов, «The Conjure Woman», был опубликован в 1899 году; в том же году появился сборник «The Wife of His Youth and Other Stories of the Color-Line». В 1900 году появился его первый роман, «The House behind the Cedars». К числу других произведений писателя относятся «Marrow of Tradition» (1901), «The Colonel’s Dream» (1905), пьеса «Mrs. Darcy’s Daughter» (1906). Тематикой его произведений является бесправная жизнь чернокожего и цветного населения южных штатов как в эпоху рабства, так и после его отмены. По мнению энциклопедии «Британника», Чеснатт первым в американской литературе показал «человечность чернокожих и бесчеловечность людей друг к другу».